# La Otra Banda, Chiapas
La Otra Banda är en ort i Mexiko.   Den ligger i kommunen Ixtacomitán och delstaten Chiapas, i den sydöstra delen av landet, 700 km öster om huvudstaden Mexico City. La Otra Banda ligger 253 meter över havet och antalet invånare är 162.
Terrängen runt La Otra Banda är kuperad. Runt La Otra Banda är det ganska tätbefolkat, med 54 invånare per kvadratkilometer. Närmaste större samhälle är Pichucalco, 10,0 km norr om La Otra Banda. I omgivningarna runt La Otra Banda växer i huvudsak städsegrön lövskog.